# Mosbach
Mosbach (pronunciación en alemán: /ˈmoːsˌbax/ⓘ) es una ciudad en el estado federado alemán de Baden-Wurtemberg. Cerca de 23.000 personas viven en Mosbach.

## Estructura de la ciudad
El municipio de Mosbach consta de 7 áreas o barrios: Diedesheim, Lohrbach, Mosbach, Neckarelz, Reichenbuch, Sattelbach und Waldstadt.

## Monumentos y sitios de interés

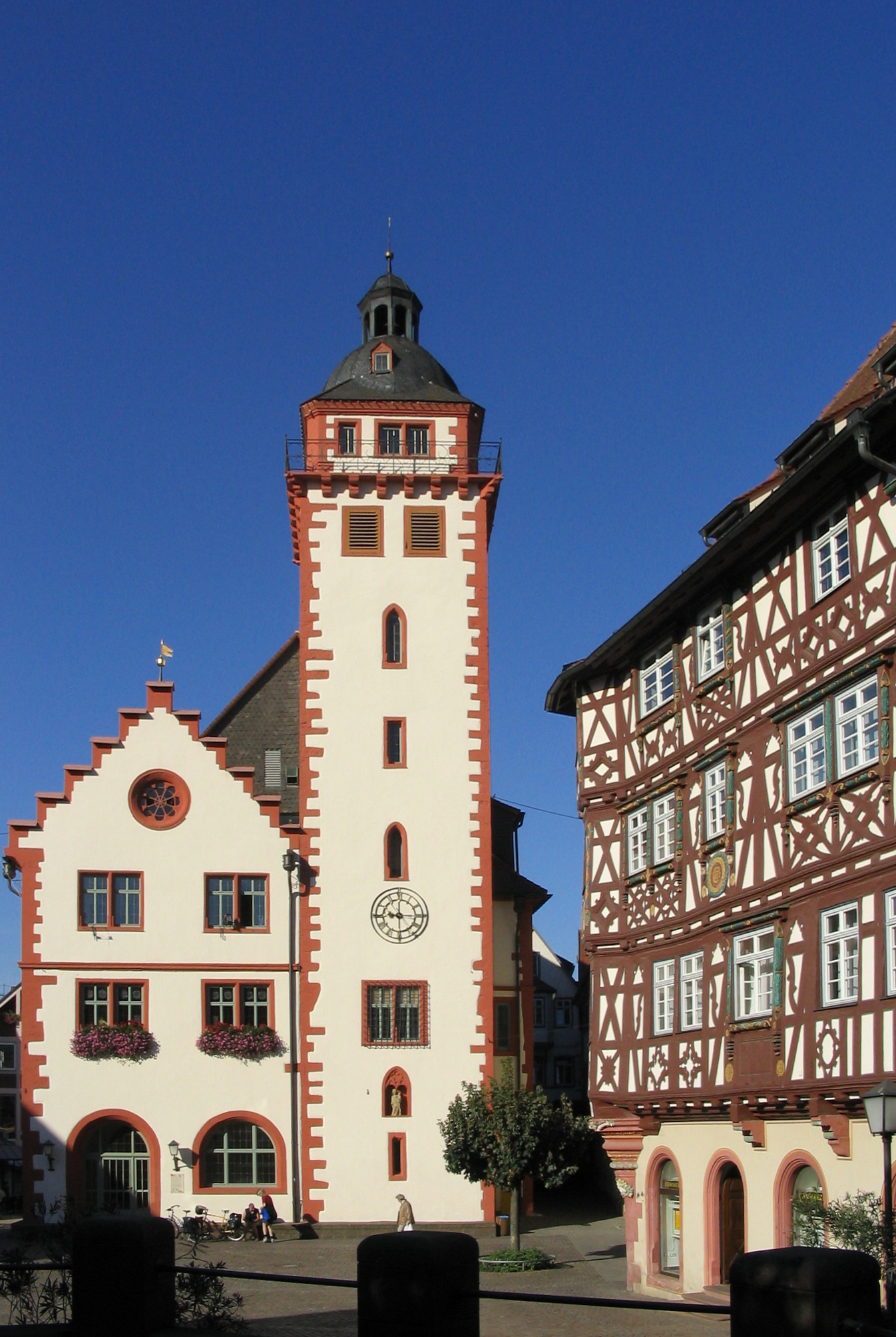
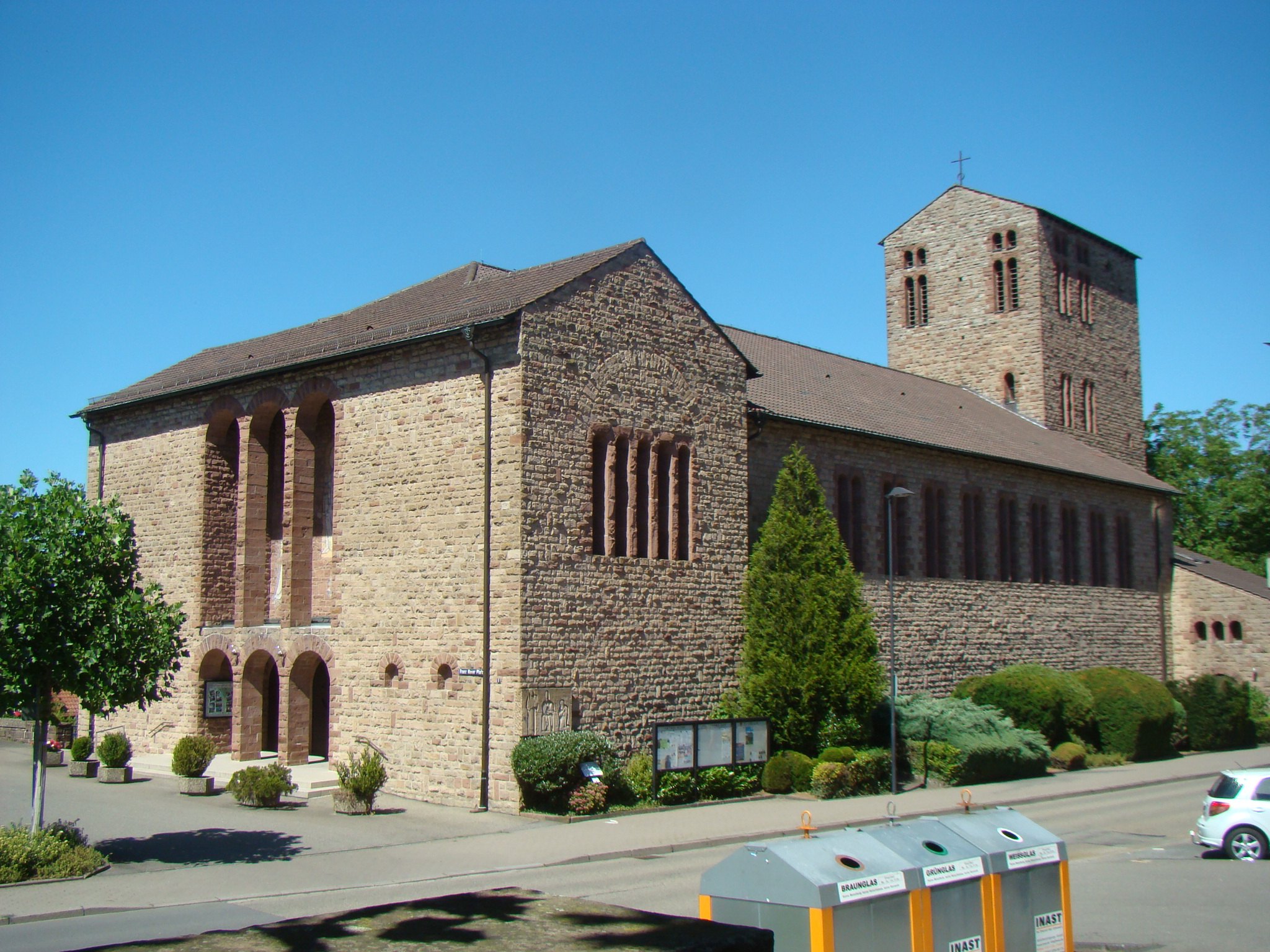
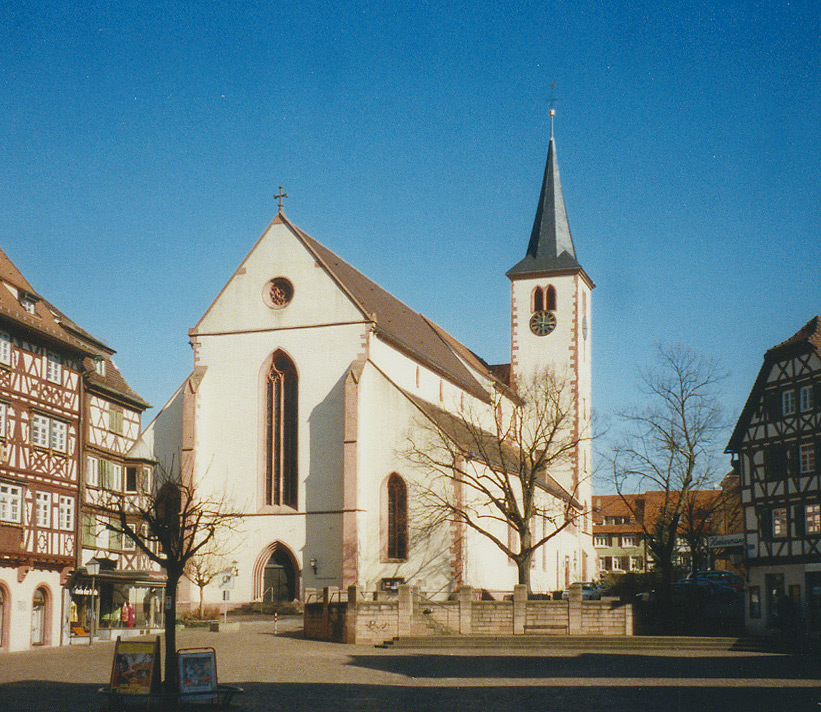
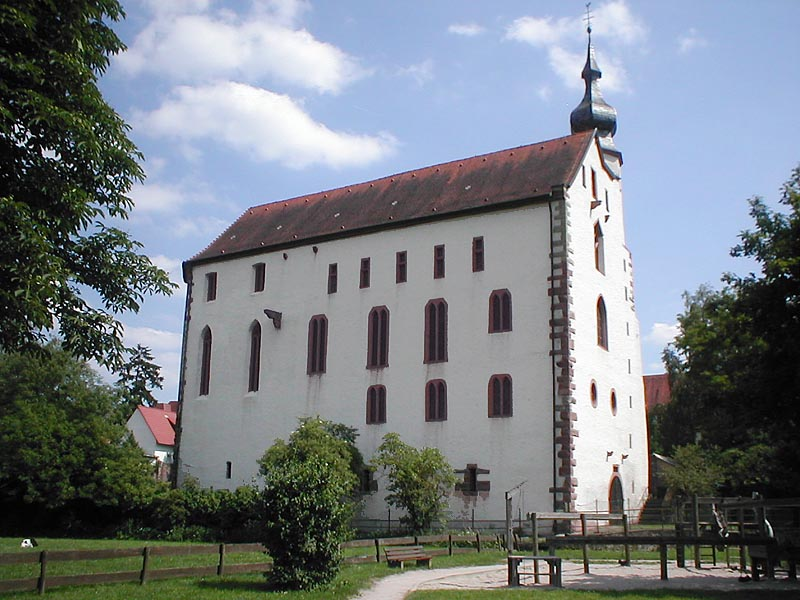